# Willemotte (Stradivarius)
Le Stradivarius Willemotte est un violon fabriqué en 1734 par le luthier de Crémone Antonio Stradivari à la fin de sa vie. Son nom fait référence à l'un de ses propriétaires, Charles Willemotte.
Le Willemotte est un violon typique de la période finale de Stradivari. Le son du Willemotte est considéré comme plus complexe et profond que la majorité des autres instruments du maître crémonais, davantage réputés pour leur puissance et leur brillance. Il est joué par le soliste Leonídas Kavákos (qui est également son propriétaire depuis 2017).

## Description

### Authenticité
Le violon Willemotte a été fabriqué par le luthier crémonais Antonio Stradivari en 1734. Le Willemotte est considéré comme réalisé entièrement par Antonio Stradivari, malgré son âge avancé,,. 

### Caractéristiques
Le Stradivarius Willemotte présente les caractéristiques typiques des instruments de la dernière période Stradivari,.
Le fond du violon est composé d'une seule pièce d'érable et mesure environ 35,7 centimètres de long. Les largeurs maximales du Willemotte sont d'environ 20,7 et 16,7 centimètres dans les parties larges de la caisse, au premier tiers (au niveau du cordier) et dernier tiers (vers la touche). La largeur minimale du second tiers (au niveau du chevalet) est de près de 10,9 centimètres.
Le Willemotte est un violon dont la conception présente une forme de radicalité : la voûte est fortement cambrée, les f sont marqués et les éclisses relativement hautes,.
L'aspect esthétique du Willemotte est peu raffiné : sa couverture de vernis est limitée et l'instrument est fortement patiné du fait de sa grande utilisation par ses différents propriétaires.

### Qualité sonore
Pour Leonídas Kavákos, le Stradivarius Willemotte dispose un son puissant et énergique,.  Il considère également l'instrument comme très réactif.
Si le violon présente certaines caractéristiques sonores typiques des Stradivarius, le son du Willemotte est plus complexe, présentant notamment moins de luminosité et davantage de profondeur,,.
Leonídas Kavákos estime que le Willemotte est l'un des meilleurs Stradivarius sur lesquels il a eu l'occasion de jouer durant sa carrière. La richesse sonore qu'il présente lui permet d'envisager de nouvelles perspectives musicales et d'expérimenter des possibilités techniques, spécialement pour lui qui est également très intéressé par la lutherie,.

### Luthiers en charge de l'instrument
Leonídas Kavákos travaille avec le luthier londonien Florian Leonhard. Lors de l'acquisition du Willemotte en 2017, des modifications sont réalisées sur le manche et le bouton de l'instrument.

## Histoire
Le compositeur français Jean-Baptiste Cartier possède le Stradivarius en 1880.
Charles Willemotte acquiert l'instrument en 1886. Il le conserve pendant plusieurs décennies et donne son nom actuel au violon.
Mark Ptashne a été le propriétaire du Willemotte dans la première moitié des années 1990.
En 1994, le soliste Leonídas Kavákos découvre le Willemotte lors d'une exposition consacrée à Guarneri del Gesù au Metropolitan Museum de New-York. Ayant l'occasion de jouer quelques notes sur l'instrument, il est frappé par les qualités sonores de l'instrument,.
Leonídas Kavákos acquiert le Willemotte en 2017 par l'intermédiaire du luthier et marchand londonien Florian Leonhard.

## Propriétaires
Les propriétaires et musiciens attestés sont les suivants,, :
| Propriétaire              | Depuis | Jusqu'en | En   |
| ------------------------- | ------ | -------- | ---- |
| Charles F. Edler          |        |          |      |
| Collection Kebs           |        |          |      |
| Maria Lidka               |        |          |      |
| Jean-Baptiste Cartier     |        |          | 1880 |
| Gand et Bernardel, Frères |        | 1886     |      |
| Charles Willemotte        | 1886   |          |      |
| Gerhard Tischer           |        |          | 1928 |
| Bein & Fushi, Inc         |        | 1983     |      |
| Albert Overhauser         | 1983   | 1988     |      |
| Mark Ptashne              |        |          | 1994 |
| Leonídas Kavákos          | 2017   | Actuel   |      |